# Mercedes-Benz MB-Trac
MB-Trac — семейство сельскохозяйственных тракторов, разработанная Mercedes-Benz на базе их платформы Mercedes-Benz Unimog. Первоначально он был известен как MB Trac. WF Trac разрабатывался Mercedes-Benz в период с 1972 по 1991 год. В то время его конструкция отличалась четырьмя одинаковыми колесами, высокими скоростями движения и мощными двигателями — концепция, которая считалась революционной. 
Некоторые ответвления были произведены после того, как Mercedes-Benz отказался от сельскохозяйственного бизнеса, и несколько компаний внедрили эту технологию в свои собственные продукты. Производство и разработка продукта продолжаются в Werner Forst & Industrietechnik (Werner Foresting and Industrial Technology) в Трире , Германия.

## Модельный ряд
| Тип 440:                |                                                         |
| МБ Трак 65/70           | (65 л.с. (48 кВт ))                                     |
| МБ Трак 700             | (68 л.с. (51 кВт))                                      |
| МБ Трак 700 С/К         | (65 л.с. (48 кВт))                                      |
| МБ Трак 700/К           | (68 л.с. (51 кВт) / 80 л.с. (60 кВт))                   |
| МБ Трак 800             | (72 л.с. (54 кВт), 75 л.с. (56 кВт) и 78 л.с. (58 кВт)) |
| МБ Трак 900             | (85 л.с. (63 кВт))                                      |
| МБ Трак 900 турбо       | (85 л.с. (63 кВт) / 90 л.с. (67 кВт))                   |
| Тип 441:                |                                                         |
| МБ Трак 1000            | (95 л.с. (71 кВт) / 100 л.с. (75 кВт))                  |
| МБ Трак 1100            | (110 л.с. (82 кВт))                                     |
| Тип 442:                |                                                         |
| МБ Трак 1100            | (110 л.с. (82 кВт))                                     |
| Тип 443:                |                                                         |
| МБ Трак 1100            | (110 л.с. (82 кВт))                                     |
| МБ Трак 1300            | (125 л.с. (93 кВт))                                     |
| МБ Трак 1300 турбо      | (125 л.с. (93 кВт))                                     |
| МБ Трак 1400 турбо      | (136 л.с. (101 кВт))                                    |
| МБ Трак 1500            | (150 л.с. (110 кВт))                                    |
| МБ Трак 1600 турбо      | (156 л.с. (116 кВт))                                    |
| Интеркулер MB Trac 1800 | (180 л.с. (130 кВт))                                    |

## История
Unimog оказался довольно успешным, хотя изначально задумывался как сельскохозяйственная платформа. В результате в 1972 году Daimler-Benz выпустила новый автомобиль MB Trac, который был больше ориентирован на крупномасштабное механическое земледелие. Новый трактор сочетал в себе технологию полного привода Unimog и передачу мощности на четыре больших колеса с обликом трактора — тонкий капот, за ним угловатая, высоко поднимающаяся кабина водителя. В отличие от обычных тракторов, кабина расположена между осями, как у больших полноприводных колесных погрузчиков. Однако водитель управляет не шарнирно-сочлененной передней и задней осью, а обычной управляемой передней осью.
От первоначальных MB Trac 65 и MB Trac 70 (позже MB Trac 700) широкая платформа за несколько лет превратилась в сверхмощный MB Trac 1500. Его кульминацией стал промежуточный охладитель MB Trac 1800, который стал последним выпуском. MB Trac имел успех на рынке, хотя и не оправдал высоких ожиданий Mercedes-Benz. Позже Daimler-Benz объединил MB Trac с подразделением по производству сельскохозяйственной техники Deutz AG. Производство серии MB Trac закончилось в 1991 году, когда производственная линия была передана компании Werner. Оригинального MB Trac было выпущено 41 тысяча автомобилей. 30 000 все еще находятся в эксплуатации.